# La Case du siècle
La Case du siècle est une émission de télévision française créée en 2010 et diffusée sur France 5. Présentée par Fabrice d'Almeida, elle propose chaque dimanche des documentaires sur des thèmes visant à éclairer l'histoire du XXe siècle en France et dans le monde.

## Liste des émissions

### 2023
- Hébron, Palestine, la fabrique de l'occupation

### 2025
- Algérie, sections armes spéciales
- Bob Denard, mercenaire de la République
- Elisabeth II, le destin d'une reine
- Frères de la forêt, des résistants face à l'URSS
- Juifs d'Algérie, la résistance oubliée
- La prohibition américaine, une aubaine française
- L'odyssée d'Albert Londres, histoire d'un grand reporter
- Mayotte, le choix de rester français
- Moissons sanglantes - 1933, la famine en Ukraine
- Sous la menace des Khmers rouges, la chute de l'ambassade de France
- Vichy dans les colonies